# Milan Venclík
Milan Venclík (* 29. prosince 1957) je český regionální politik, bývalý náměstek hejtmana Jihomoravského kraje a předseda regionální rady ODS.

## Životopis
Po gymnáziu v Zastávce u Brna vystudoval v roce 1988 Strojní fakultu VUT v Brně, kde získal titul ing.. Poté pracoval jako provozní inženýr v podniku Prádelny a čistírny města Brna, jehož se v roce 1992 stal ředitelem, předsedou představenstva a největším akcionářem. Z firmy odešel v roce 1996.

## Politická kariéra
Za Občanské fórum se v roce 1990 stal zastupitelem v městské části Brno-sever a stal se i radním. V roce 1994 neúspěšně kandidoval do zastupitelstva města Brna za koalici KDS a KAN, v městské části Brno-sever za KDS zastupitelský mandát obhájil. V roce 1996 vstoupil do ODS. V roce 1998 se stal místostarostou obvodu Brno-sever. V roce 2000 se stal radním Jihomoravského kraje, od roku 2004 pracoval jako 1. náměstek hejtmana Jihomoravského kraje. Po krajských volbách v roce 2008 jako lídr kandidátky ODS uzavřel koaliční smlouvu s ČSSD  a stal se členem Rady Jihomoravského kraje.  Z této funkce byl odvolán 17. září 2009,  členem krajského zastupitelstva však zůstal až do konce volebního období. V krajských volbách 2012 už nekandidoval.
Od ledna 2014 je předsedou představenstva Komory sociálních podniků.

## Nedoložené obvinění z korupce
Koncem srpna 2008 zveřejnila TV Nova část nahrávky rozhovoru mezi senátorem Vlastimilem Sehnalem a podnikatelem Přemyslem Veselým, podle které prý podnikatel poslal do stranické pokladny ODS 820 tisíc korun. V nahrávce se mluví o korupci, která se týkala stavebních zakázek ve městě Brně, které se měl účastnit Venclík. Vše mělo probíhat v době, kdy byl primátorem Brna další člen ODS, pozdější europoslanec Petr Duchoň, který zpochybnil autentičnosti záznamu. Podle Venclíka není náhoda, že se záznam objevil před krajskými volbami, ve kterých kandiduje za ODS na post hejtmana Jihomoravského kraje a požádal, aby pravost nahrávky odvysílané na TV Nova prověřila policie. Za Venclíka se postavila také jihomoravská organizace ODS, která uvedla, že Venclík byl obviněn z korupce už těsně před volbami v roce 2004. Později u soudu nebyla obvinění prokázána.